# Fredrik Holster
Fredrik Holster, född 10 mars 1988 i Nyköping, är en svensk före detta fotbollsspelare som under sin karriär spelade för BK Häcken, FC Väsby United, GIF Sundsvall, Ravan Baku, Assyriska FF, Åtvidabergs FF och Nyköpings BIS.

## Klubbkarriär
I december 2016 värvades Holster av Åtvidabergs FF, där han skrev på ett tvåårskontrakt. I februari 2018 värvades Holster av Nyköpings BIS, där han skrev på ett ettårskontrakt med option på ytterligare ett år. Efter säsongen avslutade Holster spelarkarriären och blev resurstränare i klubbens ungdomslag.

## Landslagskarriär
Holster har spelat 18 matcher och gjort två mål för Sveriges U17-landslag samt 12 matcher och ett mål för U19-landslaget.